# Belvárosi Szent Péter és Szent Pál-templom (Baja)
A Belvárosi Szent Péter és Szent Pál-templom egy római katolikus templom Baja történelmi belvárosában, a Szent Imre téren.

## Története
A török kiűzése után Baja első plébániája a ferences, illír plébánia volt. Ezután a német katonaság miatt alakult egy német plébánia is, amely – Flach Pál kutatásai szerint – az 1708-as kuruc harcoknak esett áldozatul: a templomot lerombolták, a pap a híveivel elmenekült.
1722-ben Csáky Imre érsek alapította a német és magyar plébániát, melynek első plébánosát 1722. július 21-én iktatták be. Ekkor a templom az érseki major (Istvánmegye) területén volt, amit Barics Mihály érseki uradalmi tiszttartó építtetett. A mai templom helyén  – csak fordított helyzetben, a Sugovicára nézve –  1728-ban épült fel egy kisebb templom vályogból deszka mennyezettel. A főoltár Szent Péter és Pál apostolok, a két mellékoltár a Boldogságos Szűz Mária tiszteletére volt szentelve. A kóruson egy négyváltozatú orgona volt a 12 apostol képével díszítve.
Az új templomot 1742-ben kezdték építeni, az építkezést a kalocsai érsek mellett az új földesúr gróf Grassalkovich Antal is támogatta. 1765-ben szentelték fel. Ekkor 36 méter hosszú és 15 méter széles volt, a 19. századi bővítés után 40,5 méter hosszú és 19,75 méter széles lett. A templomhajó belmagassága 18 méter.

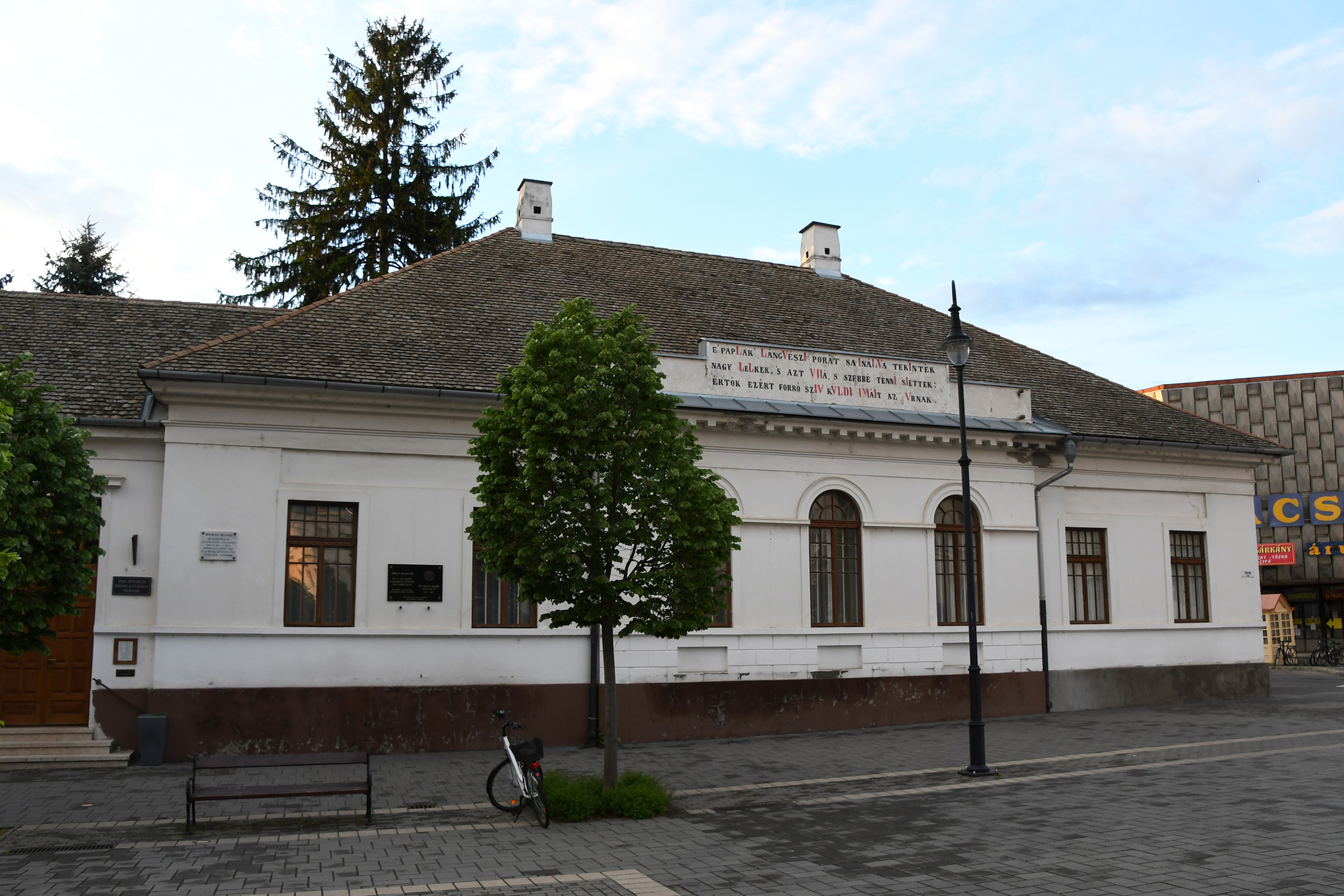
A paplak épülete

A szentély alatt kripta található, mely jelenleg altemplom. Tornyát 1791-ben megnagyobbították, 50 méter magas lett, 1841-ben új bádog toronysisakot készített Leopold József bádogos és Novák József ácsmester. Többször (1883, 1898, 1987) felújították. Toronyórája a 18. század vége óta van a templomnak.
Az üvegablakai a 20. század elején készültek. A templomhajó freskói 1938-ban készültek az Eucharisztikus világkongresszus és a Szent István-év emlékére. Ekkor újították fel a belülről a templomot.
A keresztúti stációkat 1948-ban ifj. Éber Sándor és Éber Anna bajai festőművészek készítették. A kórus alatti Szent Rita kápolnában Prokop Péter 1967-ben készített képsorozata látható. Ezen az oldalon található a máriakönnyei (Vodica-i) kápolna kegyképének párja, hiszen ugyanaz a festőjük: Hanisch Mátyás.  Az 1811-ben épített kápolna egykor a belvárosi plébániához tartozott (1923 óta a Páduai Szent Antal plébánia gondozza). Egy másik Hanisch festmény a középső mellékoltárkép Skapulárés Szűz Mária oltárkép.
A templom egyik legértékesebb művészi alkotása a kórus melletti gránit síremlék, amit pacséri Odry Éva készíttetett 1821-ben Jacob Scroth bécsi szobrásszal férje Polimberger György emlékére.
A templom mellett látható Szent Flórián szobrot Domenico Berti luccai kőfaragó faragta. A szobor Arnó György városi tanácsnok megrendelésére készült. A szobor talapzatán német nyelvű felirat könyörög, hogy Szent Flórián mentse meg a várost a tűztől.
A szobor mellett lévő paplak azonban az 1840. május 1-jei tűzvésznek esett áldozatul. 1841-ben építették újjá, ennek emlékét őrzi a homlokzaton olvasható felirat és a benne lévő kronosztikon. A templom bejárata mellett látható emléktábla nemcsak a szerb megszállásra, hanem az 1925-ös nagy felújításra is emlékeztet.
Az orgona legutolsó felújításakor 1986-ban új játszóasztalt kapott, és elektromos működtetésűre alakították át. A templom külseje 1987-ben került felújításra, ekkor új toronysisakot is kapott. A toronysisak elkészítése a Szent Imre téren, a mai parkolóban történt. Miután elkészült, hatalmas daruval felemelték az egész toronysisakot és így tették a helyére.
1998 augusztusában a padlófűtés beszerelésekor, amikor a templomból hordták ki a földet, a templom alatti egyik kripta egy talicska alatt beszakadt. Ekkor találták meg Polimberger Györgynek és feleségének, Patséri Odry Évának sírját. 2000 januárjában a padok restaurálása történt. A hátsó padon megtalálták a padok elkészítésének dátumát: 1820. július. A restaurálást Garisa Lukács sükösdi asztalos végezte igen nagy szakértelemmel.